# بريجيت هيلم
بريجيت هيلم (بالألمانية: Brigitte Helm )‏ (و. 1906 – 1996 م) هي ممثلة أفلام ألمانية، ولدت في برلين، توفيت في أسكونا، عن عمر يناهز 90 عاماً.

## جوائز
حصلت على جوائز منها:
- جائزة الفيلم الألماني [الإنجليزية]‏.

## وصلات خارجية
- بريجيت هيلم على موقع IMDb (الإنجليزية)
- بريجيت هيلم على موقع روتن توميتوز (الإنجليزية)
- بريجيت هيلم على موقع ألو سيني (الفرنسية)
- بريجيت هيلم على موقع ميوزك برينز (الإنجليزية)
- بريجيت هيلم على موقع أول موفي (الإنجليزية)
- بريجيت هيلم على موقع قاعدة بيانات الأفلام السويدية (السويدية)
- بريجيت هيلم على موقع أول ميوزيك (الإنجليزية)
- بريجيت هيلم على موقع ديسكوغز (الإنجليزية)
- بريجيت هيلم على موقع قاعدة بيانات الفيلم (الإنجليزية)
- بريجيت هيلم على موقع كينوبويسك (الروسية)